# 2030
|  | Denne artikel beskriver en fremtidig begivenhed Denne artikel eller sektion handler om planlagt eller forventet fremtidig begivenhed. Der kan forekomme spekulativ information, og indholdet kan ændres dramatisk når begivenheden nærmer sig og mere information bliver tilgængelig. |

| 2030               |
| ------------------ |
| Dødsfald - Fødsler |
| • Sport            |

| Gregoriansk kalender | 2030 MMXXX              |
| Ab urbe condita      | 2783                    |
| Armensk kalender     | 1479 ԹՎ ՌՆՀԹ            |
| Kinesiske kalender   | 4726 – 4727 己酉 – 庚戌 |
| Etiopisk kalender    | 2022 – 2023             |
| Jødisk kalender      | 5790 – 5791             |
| Hindukalendere       |                         |
| - Vikram Samvat      | 2085 – 2086             |
| - Shaka Samvat       | 1952 – 1953             |
| - Kali Yuga          | 5131 – 5132             |
| Iransk kalender      | 1408 – 1409             |
| Islamisk kalender    | 1452 – 1453             |

2030 (MMXXX) begynder på en tirsdag. Påsken falder dette år den 21. april
Se også 2030 (tal)

## Forudsigelser og planlagte hændelser
- Verdensbefolkningen er projekteret til at blive 8,2 milliarder[1].

## Natur
- Ifølge projektioner vil den globale opvarmning bevirke at iskapperne og gletsjerne på bjergene langs ækvator i Afrika vil være smeltet bort[2].

## Teknologi
- Det europæiske rumorganisation ESA håber at fuldføre en bemandet mission til Mars mellem 2030 og 2035.
- Den japanske rumorganisation JAXA vil konstruere en bemandet månebase.[3].
- Alle New Zealands biler vil være enten hybrid, bio, eller elektrisk
- NASAs Neptune Orbiter mission til Neptun er planlagt til at igangsættes i dette år efter flere udsættelser.

## Industri
- Joint venture samarbejdet mellem Volkswagen Group China og Shanghai Automotive Industry Corporation ender.

## Sport
- VM i fodbold 2030. Den 24. udgave af VM i fodbold – hundrede år efter den første VM i fodbold. Uruguay nævnes som en mulig værtkandidat, eftersom det var vært til det først VM: VM i fodbold 1930. Der er et uofficielt projekt Uruguay 2030 der prøver at opnå dette. I oktober 2023 blev det besluttet at slutrunden spilles i Spanien, Portugal, Marokko, Argentina, Uruguay og Paraguay.[4]
- Det 16. Vinter-OL vil blive afholdt dette år.

## Ophavsret

### Statuer
- Ophavsretten til den lille havfrue ophører 1. januar - 70 hele år efter kunstnerens død.

### Musik
- Sangen Happy Birthday to You vil være i Public domain.

### Bøger
- Det Lille Hus på Prærien (1935) af Laura Ingalls Wilder (1867 – 1957) – efter amerikansk copyrightlovgivning gældende i 2008 vil bogen være i public domain i 2030.

- Laura Ingalls Wilder